# Baby Grandmothers
Baby Grandmothers är en svensk musikgrupp, som var verksam inom psykedelisk rockmusik under åren 1967-69 på klubbar i Stockholm som Klubb Filip och Gyllene Cirkeln. På Klubb Filip var den ett av tre husband tillsammans med Hansson & Karlsson och Mecki Mark Men.
Gruppen består av Kenny Håkansson gitarr och sång, Bella Linnarsson, elbas och Pelle Ekman trummor.
År 1968 genomförde Baby Grandmothers en turné i Finland med showen Aikakone (Tidsmakinen) och den finländska sångerskan Anki Lindquist. Gruppen gjorde samma år i Finland en EP-skiva, med M.A. Numminen som producent. Bandet var förband vid Jimi Henrix Experiences spelning i Stockholm vid dess turné i Sverige 1968. 
År 1969 bildade medlemmarna i Baby Grandmothers tillsammans med Mecki Bodemark Mecki Mark Men i ny version. År 2008 uppträdde gruppen återigen offentligt efter 40 år. År 2009 utgav Subliminal Sounds ett album med äldre inspelningar.
Under 2018 blev bandet återigen aktivt och gjorde i november comeback med sitt andra album i ordningen, Merkurius.

## Diskografi
- Somebody Keeps Calling My Name/Being Is More Than Life, EP, 1968, Etenpääin GN-5, 1968
- Baby Grandmothers, album, 2007, Subliminal Sounds SUB-TILCD23
- Merkurius, album, 2018, Subliminal Sounds SUB-123-LP, SUB-129-CD